# Société nationale d’électricité du Burkina
Die Société nationale d’électricité du Burkina, allgemein unter dem Kürzel SONABEL bekannt, ist die staatliche Elektrizitätsgesellschaft des westafrikanischen Staats Burkina Faso.

## Geschichte

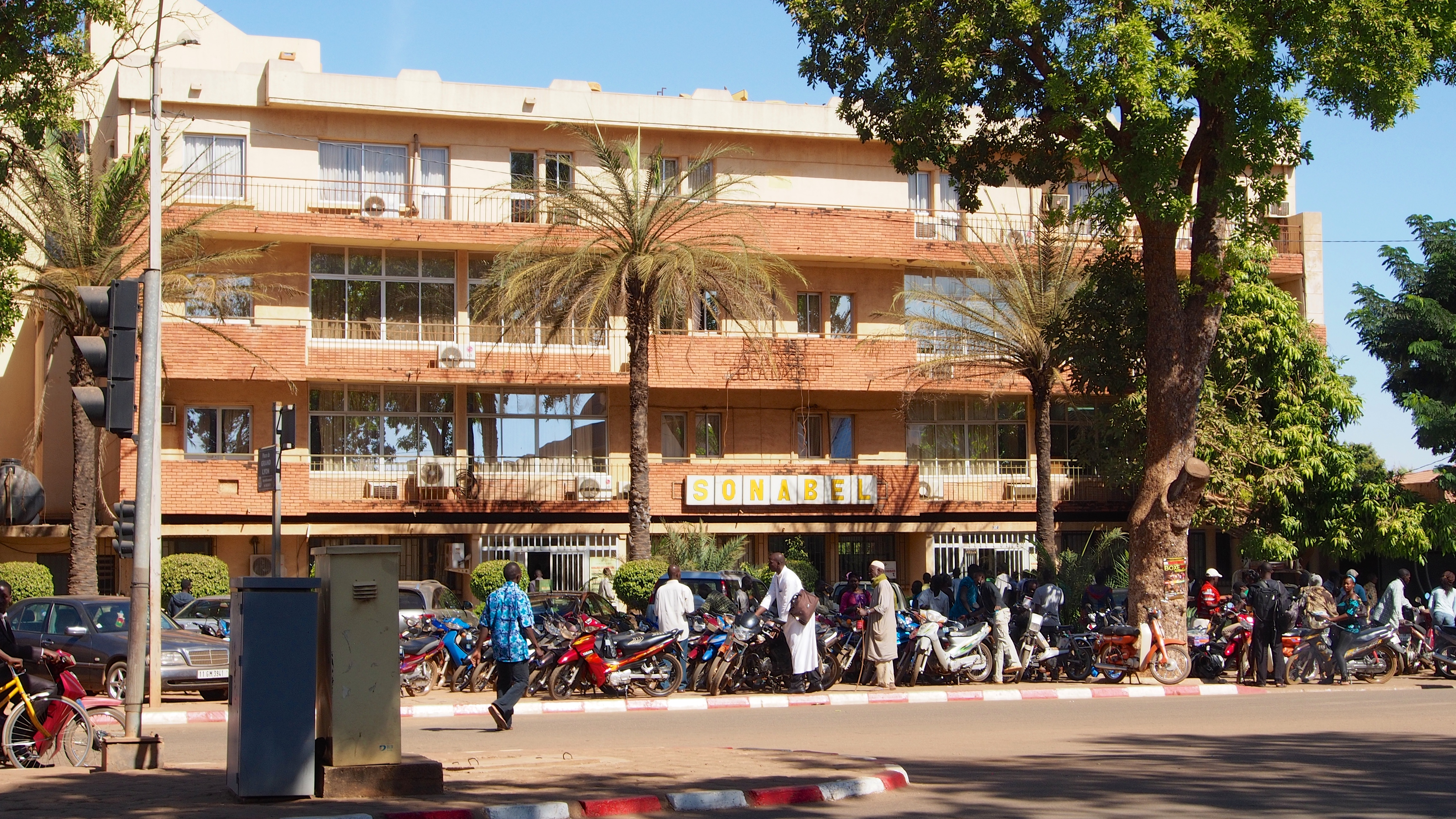
Sitz der SONABEL in Ouagadougou

Die SONABEL geht auf die 1954 gegründete, private Energie de l’Afrique Occidentale Française (AOF) zurück. 1968 wurde sie in eine Aktiengesellschaft nach burkinischem Recht umgewandelt und in Société Voltaïque d’Electricité (VOLTELEC) umbenannt. Unter diesem Namen wandelte sie sich 1976 in eine öffentliche Gesellschaft (Etablissement Public à caractère Industriel et Commercial, E.P.I.C.). Nach der sankaristischen Revolution erhielt sie 1984 ihren heutigen Namen. 1997 treten die bis heute gültigen Statuten der SONABEL als Staatsunternehmen (Société d’Etat) in Kraft.
Am 4. Juli 2001 verabschiedete das burkinische Parlament ein Gesetz, nach welchem die SONABEL privatisiert werden darf. Die Privatisierung ist heute in Planung, konkrete Schritte wurden aber noch nicht unternommen, da sie bei zahlreichen Parlamentariern auf Widerstand stößt.

## Infrastruktur und Produktion
Die SONABEL betreibt 29 thermische und vier Wasserkraftwerke mit einer Gesamtleistung von 223 Megawatt. Im Jahr 2006 verkaufte die SONABEL 580'537 Megawattstunden (MWh) Strom. Die eigene Produktion reicht in Spitzenzeiten nicht zur Deckung des Strombedarfs aus. 2006 importierte Burkina Faso rund 140'000 MWh.

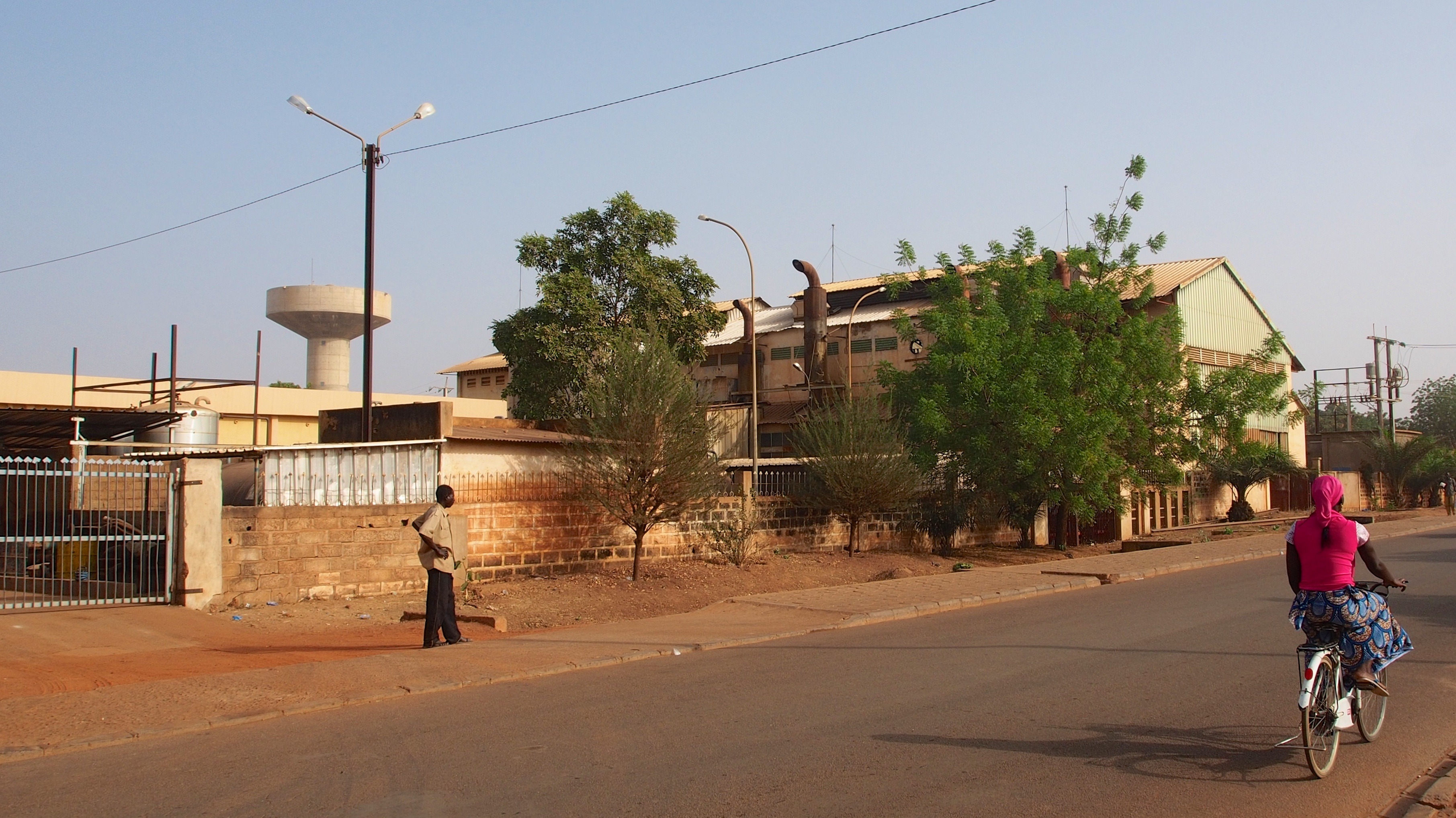
Das thermische Kraftwerk Ouaga I
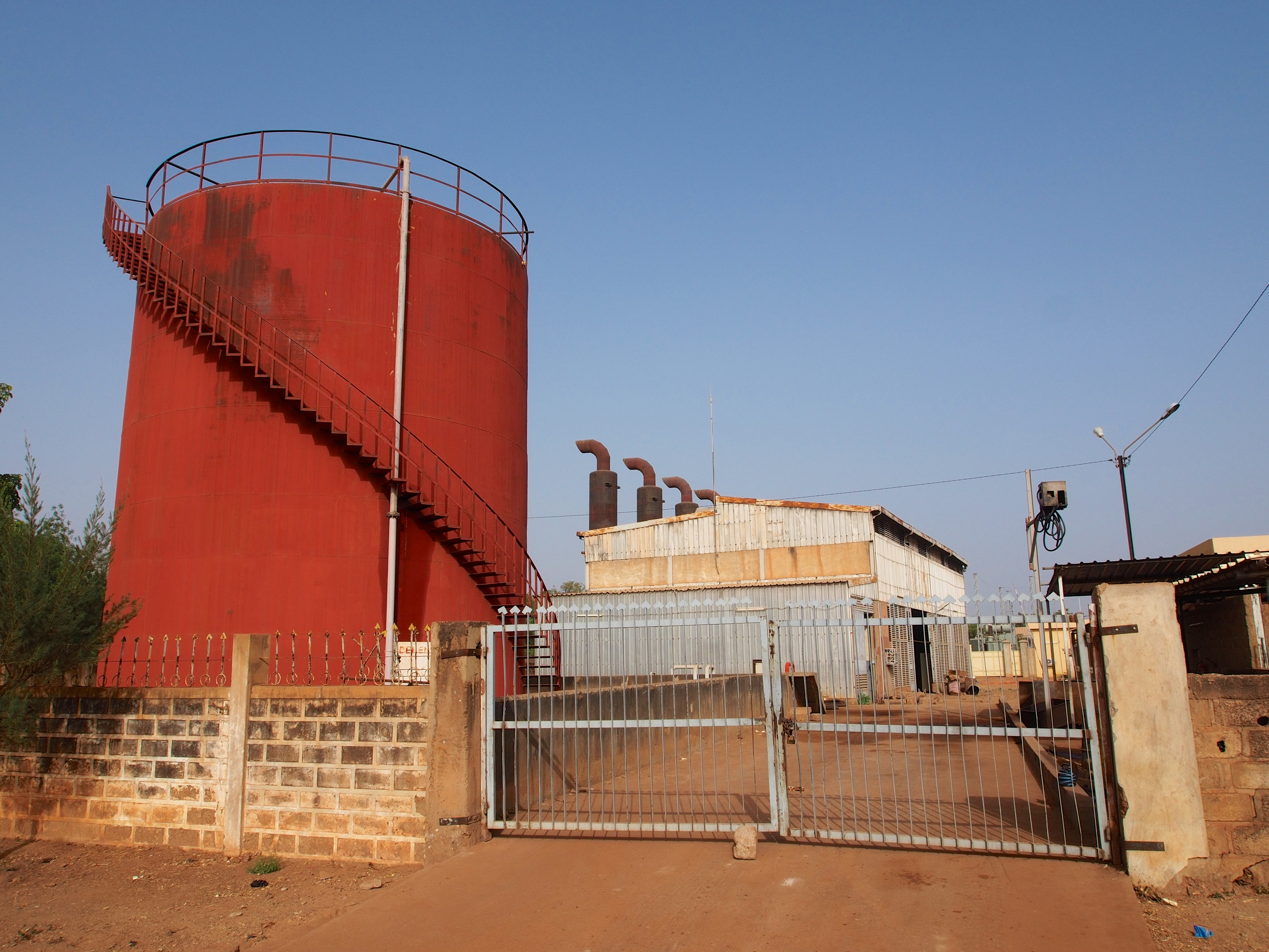
Das thermische Kraftwerk Ouaga II